# 봉화중학교 봉성분교
봉화중학교 봉성분교는 경상북도 봉화군 봉성면 봉성리에 있었던 공립 중학교이다.

## 연혁
- 1977.12.29 봉화중학교 봉성분교 설립인가(6학급)
- 1978.03.06 신입생 143명 입학
- 1978.10.21 개교
- 1987.02.19 제 21회 졸업식(총 1,458명)
- 2010.03.01 32년만에 폐교